# Nameless Glacier
Der Nameless Glacier (englisch für Namenloser Gletscher) ist ein Gletscher an der Pennell-Küste des ostantarktischen Viktorialands. Auf der Westseite der Adare-Halbinsel fließt er 5 km nordöstlich des Newnes-Gletschers in die Protection Cove, eine Nebenbucht der Robertson Bay.
Die von Victor Campbell geleitete Nordgruppe bei der Terra-Nova-Expedition (1910–1913) unter der Leitung des britischen Polarforschers Robert Falcon Scott nahm 1911 Vermessungen und die Benennung vor. Namensgebend ist der Umstand, dass dieser Gletscher der einzige in die Robertson Bay mündende Gletscher ist, den der norwegische Polarforscher Carsten Egeberg Borchgrevink bei seiner Southern-Cross-Expedition (1898–1900) unbenannt belassen hatte.